# Eugenio Federico di Württemberg
Eugenio Federico Enrico di Württemberg (Schwedt, 21 novembre 1758 – Meiningen, 20 giugno 1822) era il terzo figlio maschio di Federico II Eugenio di Württemberg, duca di Württemberg dal 1737 al 1793, e di Federica Dorotea di Brandeburgo-Schwedt.

## Biografia
Suo padre scelse per lui come sposa la ventitreenne Luisa di Stolberg-Gedern, figlia di Federico Carlo di Stolberg-Gedern; il matrimonio avvenne il 21 gennaio 1787 a Meiningen.

## Discendenza
Luisa lo rese padre di cinque figli:
- duca Eugenio di Württemberg (Oels, 18 gennaio 1788-Bad Carlsruhe, 16 settembre 1857), sposò nel 1817 la principessa Matilde di Waldeck e Pyrmont, ed ebbe figli; Si sposò una seconda volta nel 1827 con la principessa Elena di Hohenlohe-Langenburg, ed ebbe figli.
- duchessa Luisa di Württemberg (4 giugno 1789 – 26 giugno 1851), sposò nel 1811 Federico Augusto Carlo, principe di Hohenlohe-Oehringen, ebbe figli.
- duca Giorgio Ferdinando di Württemberg (Oels, 15 giugno 1790-25 dicembre 1795).
- duca Enrico di Württemberg (Oels, 13 dicembre 1792-28 novembre 1797).
- duca Paolo Guglielmo del Württemberg (Bad Carlsruhe, 25 giugno 1797-Mergentheim, 25 novembre 1860), sposò nel 1827 la principessa Maria Sofia di Thurn und Taxis, ebbe figli.

Alla morte del padre nel 1797 divenne duca suo fratello maggiore Federico Carlo, il quale fu il primo re del Württemberg il 26 dicembre 1805. La linea collaterale creata dai discendenti di Eugenio Federico si sarebbe negli anni incrociata, attraverso matrimoni tra cugini, con quella del ramo reale.

## Ascendenza
|                                           |                                          |                                                           | Genitori                                  |  |  | Nonni |  |  | Bisnonni                                |  |  | Trisnonni                   |  |
|                                           |                                          |                                                           |                                           |  |  |       |  |  | Federico Carlo di Württemberg-Winnental |  |  | Eberardo III di Württemberg |  |
|                                           |                                          |                                                           |                                           |  |  |       |  |  | Federico Carlo di Württemberg-Winnental |  |  | Eberardo III di Württemberg |  |
|                                           |                                          | Anna Caterina Dorotea di Salm-Kyrburg                     |                                           |  |  |       |  |  | Federico Carlo di Württemberg-Winnental |  |  |                             |  |
| Carlo I Alessandro di Württemberg         |                                          |                                                           |                                           |  |  |       |  |  | Federico Carlo di Württemberg-Winnental |  |  |                             |  |
|                                           |                                          | Eleonora Giuliana di Brandeburgo-Ansbach                  | Alberto II di Brandeburgo-Ansbach         |  |  |       |  |  |                                         |  |  |                             |  |
|                                           |                                          | Eleonora Giuliana di Brandeburgo-Ansbach                  | Alberto II di Brandeburgo-Ansbach         |  |  |       |  |  |                                         |  |  |                             |  |
|                                           |                                          | Eleonora Giuliana di Brandeburgo-Ansbach                  | Sofia Margherita di Oettingen-Oettingen   |  |  |       |  |  |                                         |  |  |                             |  |
| Federico II Eugenio di Württemberg        |                                          | Eleonora Giuliana di Brandeburgo-Ansbach                  |                                           |  |  |       |  |  |                                         |  |  |                             |  |
|                                           |                                          | Anselmo Francesco di Thurn und Taxis                      | Eugenio Alessandro di Thurn und Taxis     |  |  |       |  |  |                                         |  |  |                             |  |
|                                           |                                          | Anselmo Francesco di Thurn und Taxis                      | Eugenio Alessandro di Thurn und Taxis     |  |  |       |  |  |                                         |  |  |                             |  |
|                                           |                                          | Anselmo Francesco di Thurn und Taxis                      | Anna Adelaide di Fürstenberg-Heiligenberg |  |  |       |  |  |                                         |  |  |                             |  |
| Maria Augusta di Thurn und Taxis          |                                          | Anselmo Francesco di Thurn und Taxis                      |                                           |  |  |       |  |  |                                         |  |  |                             |  |
|                                           |                                          | Maria Ludovica Anna di Lobkowicz                          | Ferdinando Augusto Leopoldo di Lobkowicz  |  |  |       |  |  |                                         |  |  |                             |  |
|                                           |                                          | Maria Ludovica Anna di Lobkowicz                          | Ferdinando Augusto Leopoldo di Lobkowicz  |  |  |       |  |  |                                         |  |  |                             |  |
|                                           |                                          | Maria Ludovica Anna di Lobkowicz                          | Maria Anna di Baden-Baden                 |  |  |       |  |  |                                         |  |  |                             |  |
| Eugenio Federico Augusto di Württemberg   |                                          | Maria Ludovica Anna di Lobkowicz                          |                                           |  |  |       |  |  |                                         |  |  |                             |  |
|                                           | Filippo Guglielmo di Brandeburgo-Schwedt | Federico Guglielmo I di Brandeburgo                       |                                           |  |  |       |  |  |                                         |  |  |                             |  |
|                                           | Filippo Guglielmo di Brandeburgo-Schwedt | Federico Guglielmo I di Brandeburgo                       |                                           |  |  |       |  |  |                                         |  |  |                             |  |
|                                           | Filippo Guglielmo di Brandeburgo-Schwedt | Sofia Dorotea di Schleswig-Holstein-Sonderburg-Glücksburg |                                           |  |  |       |  |  |                                         |  |  |                             |  |
| Federico Guglielmo di Brandeburgo-Schwedt | Filippo Guglielmo di Brandeburgo-Schwedt |                                                           |                                           |  |  |       |  |  |                                         |  |  |                             |  |
|                                           |                                          | Giovanna Carlotta di Anhalt-Dessau                        | Giovanni Giorgio II di Anhalt-Dessau      |  |  |       |  |  |                                         |  |  |                             |  |
|                                           |                                          | Giovanna Carlotta di Anhalt-Dessau                        | Giovanni Giorgio II di Anhalt-Dessau      |  |  |       |  |  |                                         |  |  |                             |  |
|                                           |                                          | Giovanna Carlotta di Anhalt-Dessau                        | Enrichetta Caterina d'Orange              |  |  |       |  |  |                                         |  |  |                             |  |
| Federica Dorotea di Brandeburgo-Schwedt   |                                          | Giovanna Carlotta di Anhalt-Dessau                        |                                           |  |  |       |  |  |                                         |  |  |                             |  |
|                                           |                                          | Federico Guglielmo I di Prussia                           | Federico I di Prussia                     |  |  |       |  |  |                                         |  |  |                             |  |
|                                           |                                          | Federico Guglielmo I di Prussia                           | Federico I di Prussia                     |  |  |       |  |  |                                         |  |  |                             |  |
|                                           |                                          | Federico Guglielmo I di Prussia                           | Sofia Carlotta di Hannover                |  |  |       |  |  |                                         |  |  |                             |  |
| Sofia Dorotea di Prussia                  |                                          | Federico Guglielmo I di Prussia                           |                                           |  |  |       |  |  |                                         |  |  |                             |  |
|                                           |                                          | Sofia Dorotea di Hannover                                 | Giorgio I del Regno Unito                 |  |  |       |  |  |                                         |  |  |                             |  |
|                                           |                                          | Sofia Dorotea di Hannover                                 | Giorgio I del Regno Unito                 |  |  |       |  |  |                                         |  |  |                             |  |
|                                           |                                          | Sofia Dorotea di Hannover                                 | Sofia Dorotea di Celle                    |  |  |       |  |  |                                         |  |  |                             |  |
|                                           |                                          | Sofia Dorotea di Hannover                                 |                                           |  |  |       |  |  |                                         |  |  |                             |  |